# 印太瓶鼻海豚
印太瓶鼻海豚（學名：Tursiops aduncus ），又名南方瓶鼻海豚或印太洋瓶鼻海豚，是瓶鼻海豚的其中一種。這種海豚最大體長約2.6公尺，重達200公斤。牠們主要分布在印度洋和太平洋的近岸海域，包含印度、北部澳大利亚、臺灣、南中国、红海與非洲東岸。背部为深灰色，腹部淺灰色或近白色，接近成年的海豚會開始有灰色斑點。  
所有瓶鼻海豚曾經都被认为是宽吻海豚，直到1998年透過骨骼型態與DNA分析獨立成種。印太瓶鼻海豚通常比真瓶鼻海豚體形較瘦小，有相对较长的吻端，腹部和下部有斑点。牠們也比普通的瓶鼻海豚有更多的牙齿——上下颌两侧每排各有23至29颗牙齿，而真瓶鼻海豚则为21至24颗牙齿。
舊資料與研究數據中，兩種類的瓶鼻海豚已不易分辨，因此初期無法評估兩種間的族群結構及差異，對於族群數量與各地區得豐度也在近十年開展調查。在 國際自然保護聯盟（IUCN）的紅皮書中，印太瓶鼻海豚之前列在數據不足（DD）的情形，但最近評估是近危（NT）。

## 描述
印太瓶鼻海豚和真瓶鼻海豚有非常相似的外觀，真瓶鼻海豚（T. truncatus）有身形粗壯、略短長度的喙和高大的、彎曲的背鳍；而印太瓶鼻海豚更苗条的身体也顯示吻端长度更修长。腹部有斑點也是印太瓶鼻海豚得一大特徵。

## 食性
印太瓶鼻海豚的食性廣泛，可以吃多種類的鱼类和头足类动物（尤其是鱿鱼）。但各地的差異很大，主要以該地點的大陸棚水域的底棲魚類或是珊瑚礁區的魚類和頭足類，也會吃其他洄游的鲻科或鰺科，鯡科等，偶爾也可以吃小的底棲鯊魚。獵物的選擇和大小可能與棲息地的類型、年齡、性別都有不同，也發展出各種覓食策略。 圈養的成年海豚每天的進食量需求為體重的4-5%，但隨著水溫的降低會增加。

## 行為

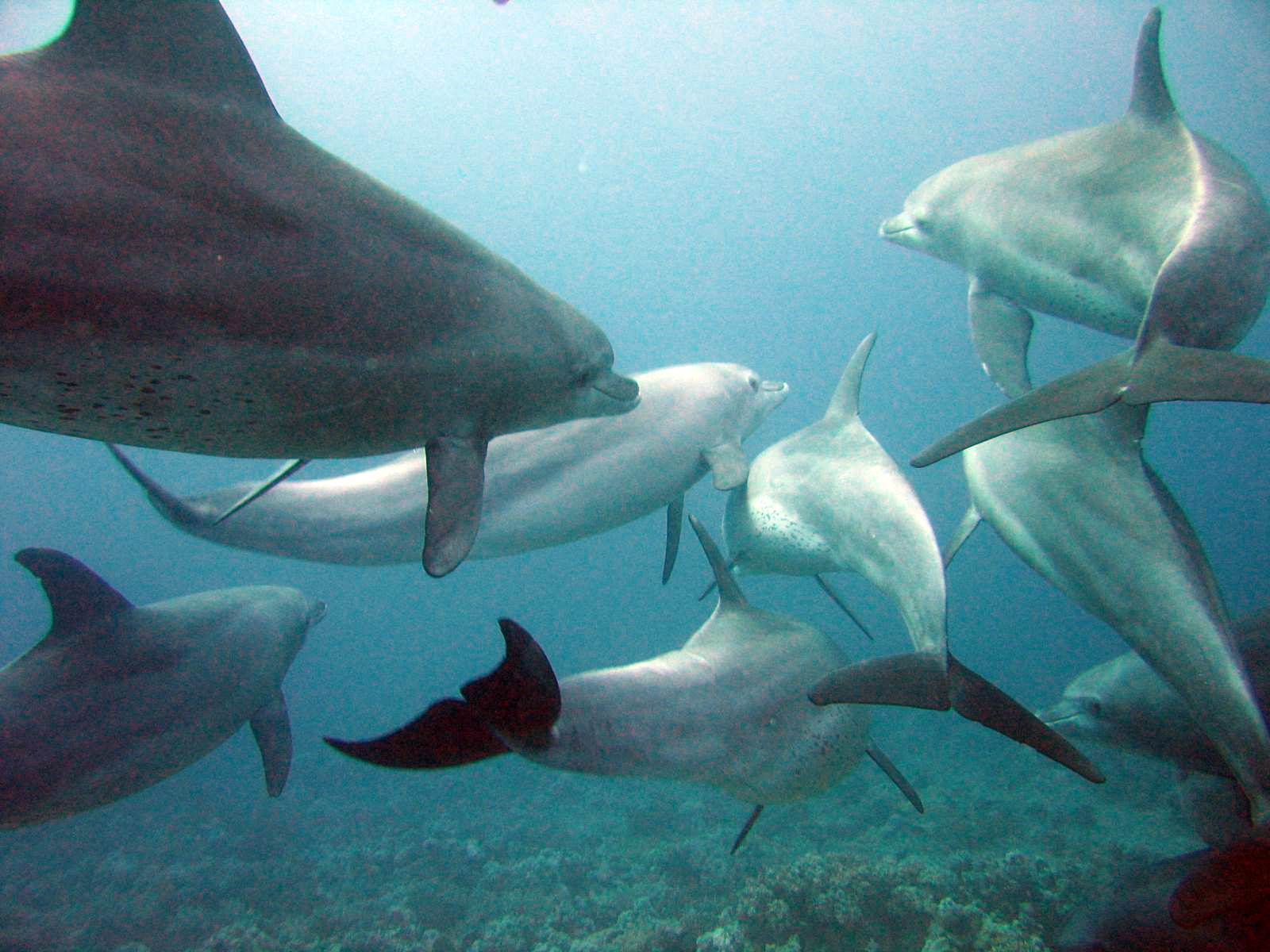
印太瓶鼻海豚社交中（红海）

印太瓶鼻海豚生活在的小群體中，5至15隻海豚是最常見的，但也可達數百隻成群。有時會與真瓶鼻海豚或驼背豚混群出現。
交配與育幼季节高峰在在春季和夏季，某些地區在整年均可發生。妊娠期间约为12个月。幼豚體長約0.84—1.5米（2.8—4.9英尺）长，重量約 9—21（20—46磅）。幼豚断奶於1.5和2.0年之間，但可能留在母亲身邊最多5年。雌性的每胎的生殖間隔通常为4至6年。
在某些海域，印太瓶鼻海豚會受到鲨鱼的捕食；其寿命是40多年。
印太瓶鼻海豚的社會組成是比較鬆散的，通常像其他海豚的分裂融合群體，媽媽與後代有很緊密的關係也會型成育幼群，另外在澳洲鯊魚灣長年得觀察可發現有成年雄性的長期的聯盟，增加繁殖交配的機會。

## 状况和威胁

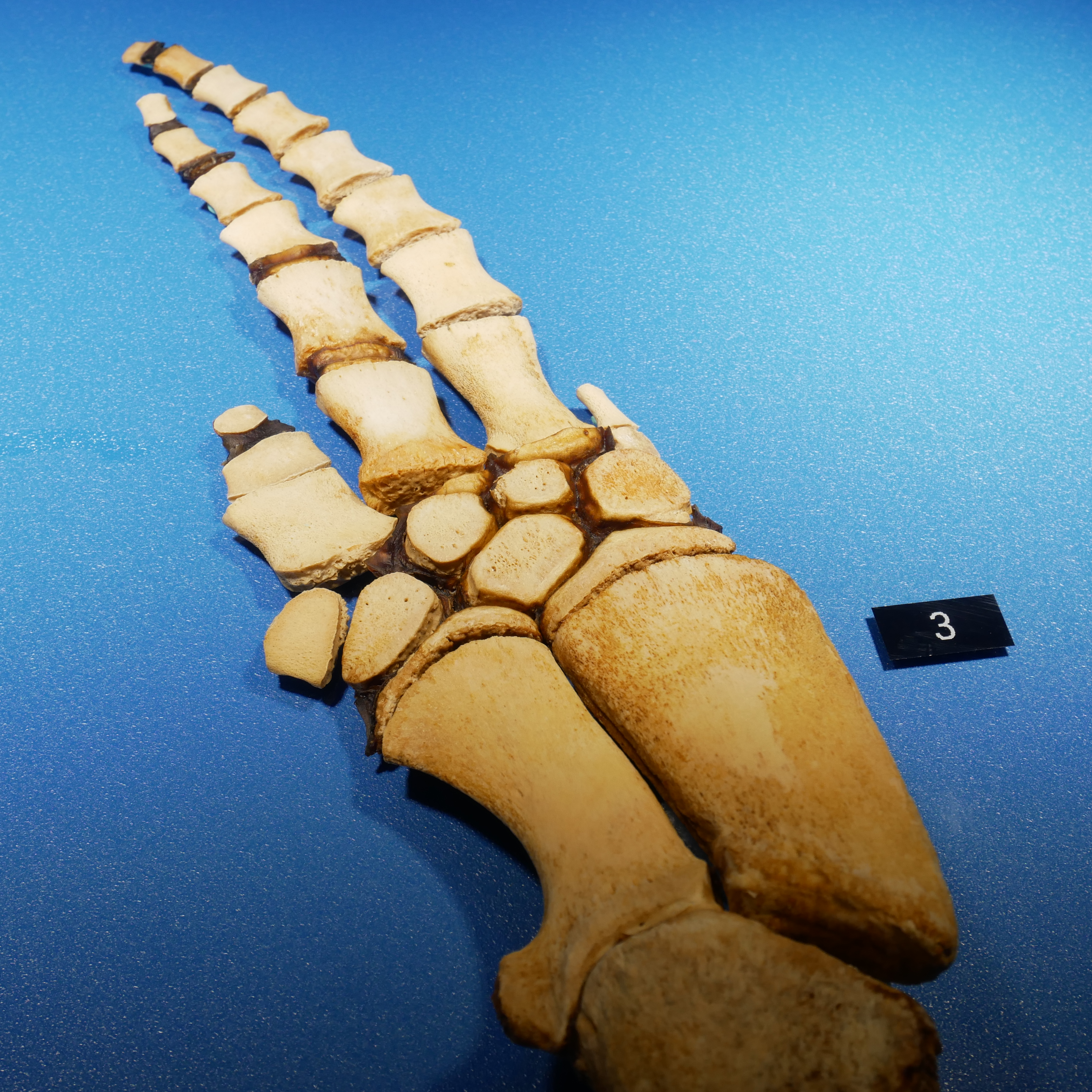
胸鰭骨骼標本

此物种目前評估未面臨濒临灭绝；但因為居住在近岸海域很容易受到棲地破壞與污染，獵捕與漁業衝突的衝擊，仍需要監測在地的族群動態。特別在流刺網與南非或澳洲的防鯊網中也可能誤觸而死亡。天敵主要是鯊魚，也有被虎鯨攻擊吃下的記錄。

## 圈養情形
印太瓶鼻海豚也是主要被圈養種類之一，因此在捕捉與長途運輸過程中也會引起不少问題，包含非法的捕獵與動物福利等。在1980年代超過60隻的海豚圈養在日本各水族館中，此種類體形與食性容易馴養。近年來也有數起野放圈養瓶鼻海豚返回大海成功之案例，例如生而自由基金會協助與南韓野放後的兩隻印太瓶鼻居住在濟州島甚至成功生下幼豚。

## 不同海域印太瓶鼻海豚

### 日本海域
日本增經研究三个印太瓶鼻海豚族群，的特征的声音信号被认为是受影响的声环境中的栖息地，和地理变化的动物声波信号可能导致差异的声环境；因此，特点的环境噪音的海豚的生境和口哨生产进行比较。 环境噪音记录使用的水听器位于10米以下的表面和口哨声记录了通过使用一种水下视频系统。
在對日本的三個印太鼻海豚族群的研究中，人們認為，聲音信號的特徵會受到棲息地之間環境聲音的影響，而動物聲音信號的地理差異可能是由於聲音環境的差異所致；因此，比較了海豚棲息地的環境噪音特徵和發出的哨聲。使用位於水面以下10米的水聽器記錄環境噪音，並使用水下視頻系統輔助記錄。
結果表明，在環境噪音較小的棲息地中，海豚在不同的頻率下會產生較多語調的哨聲，而在環境噪音較大的棲息地似乎會導致海豚產生頻率較低且較少語調的哨聲。對結果的檢驗表明，通信信號是自適應的，因此應選擇通信信號，以避免信號的掩蓋和高頻信號的減少。他們得出結論，環境噪音有可能導致印太瓶鼻海豚族群數量的變化。

### 臺灣海域
臺灣海域在歷年的擱淺記錄中有多筆印太瓶鼻海豚的記錄，在墾丁海域也有多次小群體的目擊，甚至有重複出現的個體。

### 澳大利亚鲨鱼湾

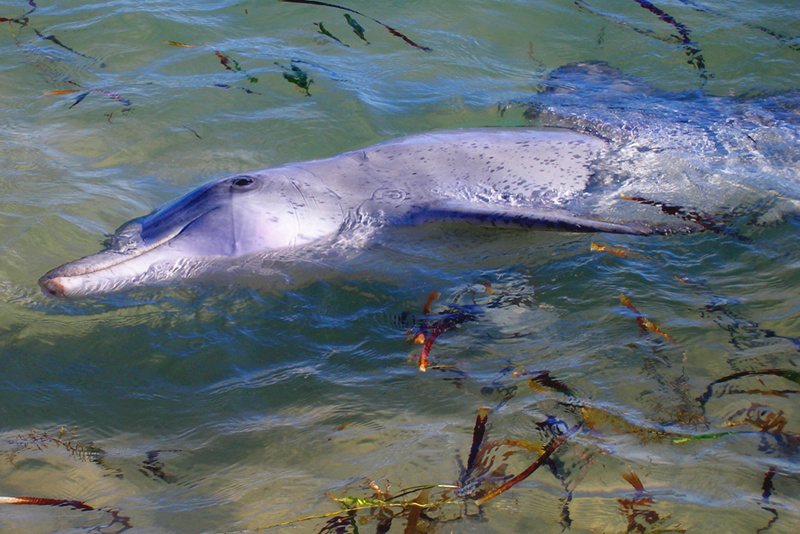
在浅水中的海豚，澳大利亚西部鲨鱼湾猴灘

在澳大利亞西部鯊魚灣的一項關於海豚行為反應的研究顯示，與小型船隻接近前後相比，發現目標海豚的行為發生了顯著變化。低船運流量地點的海豚比高船運流量地點的海豚顯示出更強和更持久的響應能力。據信，這些結果表明在長期船隻運輸的區域中海豚對船隻的適應問題。但是，與同一地區的其他研究相比，有人認為反應較慢是因為那些對血管干擾敏感的個別海豚在研究開始之前就離開了該地區。
儘管這些研究確實顯示了觀鯨船的統計意義，但這些結果沒有生物學意義，需要進一步研究。預計鯊魚灣海豚數量相對穩定，死亡率隨時間變化不大（Manlik等人，2016）。

## 保育
阿拉弗拉海和帝汶海的印太瓶鼻海豚數量被列入《保護遷徙野生動物物種公約》（CMS）的附錄二。它們的保護狀況不佳，將從量身定製的國際合作協議中受益。
太平洋島嶼地區的鯨類動物及其棲息地保護諒解備忘錄（太平洋鯨類諒解備忘錄）也涵蓋了印太瓶鼻海豚。
阿德萊德海豚保護區是澳大利亞南澳大利亞州的一個海洋保護區，位於聖文森特灣東海岸，該保護區於2005年成立，目的是保護印太瓶鼻海豚的棲息數量。